# A PFG 1988-1989
Statisticile sezonului A PFG 1988-1989.

## Descriere
La startul campionatului s-au aliniat 16 echipe ,iar câștigătoarea trofeului a fost CFKA Sredets Sofia.

## Clasament
| Poz | Echipa                  | MJ | V  | E  | Î  | GM | GP | G   | Pct | Promovare sau retrogradare                 |
| --- | ----------------------- | -- | -- | -- | -- | -- | -- | --- | --- | ------------------------------------------ |
| 1   | CFKA Sredets Sofia      | 30 | 20 | 9  | 1  | 86 | 24 | +62 | 49  | European Cup 1989–90 First round           |
| 2   | Vitosha Sofia           | 30 | 17 | 5  | 8  | 63 | 38 | +25 | 39  | UEFA Cup 1989–90 First round               |
| 3   | Etar Veliko Tarnovo     | 30 | 13 | 8  | 9  | 48 | 30 | +18 | 34  | Intertoto Cup 1989                         |
| 4   | Trakia Plovdiv          | 30 | 12 | 9  | 9  | 49 | 36 | +13 | 33  |                                            |
| 5   | Beroe Stara Zagora      | 30 | 13 | 7  | 10 | 41 | 46 | -5  | 33  |                                            |
| 6   | Dunav Rousse            | 30 | 12 | 7  | 11 | 29 | 32 | -3  | 31  |                                            |
| 7   | Cherno More Varna       | 30 | 10 | 10 | 10 | 33 | 43 | -10 | 30  |                                            |
| 8   | Lokomotiv Sofia         | 30 | 12 | 4  | 14 | 36 | 34 | +2  | 28  |                                            |
| 9   | Pirin Blagoevgrad       | 30 | 12 | 3  | 15 | 34 | 33 | +1  | 27  |                                            |
| 10  | Sliven                  | 30 | 11 | 5  | 14 | 38 | 39 | -1  | 27  |                                            |
| 11  | Slavia Sofia            | 30 | 8  | 10 | 12 | 32 | 36 | -4  | 26  |                                            |
| 12  | Lokomotiv G.Oryahovitsa | 30 | 11 | 4  | 15 | 26 | 45 | -19 | 26  |                                            |
| 13  | Vratsa                  | 30 | 9  | 8  | 13 | 32 | 53 | -21 | 26  |                                            |
| 14  | Lokomotiv Plovdiv       | 30 | 10 | 6  | 14 | 31 | 55 | -24 | 26  |                                            |
| 15  | Spartak Varna           | 30 | 7  | 9  | 14 | 37 | 54 | -17 | 23  | Relagation to B PFG and Intertoto Cup 1989 |
| 16  | Minyor Pernik           | 30 | 8  | 6  | 16 | 27 | 44 | -17 | 22  | Relagation to B PFG                        |

Ultima actualizare: 16 august 2009
Sursa: RSSSF - Bulgaria Championship History 1924-2009
Reguli de clasare: 
1st points; 2nd goal difference; 3rd goals scored; 4th head-to-head points; 5th head-to-head goal difference; 6th head-to-head goals scored; 7th head-to-head away goals scored;.
1The champion CFKA Sredets Sofia also won the Bulgarian Cup and the losing finalists of B PFG side Chernomorets Burgas were handed the 1989–90 European Cup Winners' Cup Preliminary round spot.
POZ = Poziția în clasament; (C) = Campioană; (R) = Retrogradată; (P) = Promovată; (E) = Eliminată; (O) = Câștigătoare de play-off; (A) = Avansează în runda următoare. 
Aplicabil doar când sezonul nu este terminat: 
(Q) = Calificare în faza competiției indicată; (TQ) = Calificare în competiție, dar încă nu în faza indicată; (RQ) = Calificată în competiția de retrogradare indicată; (DQ) = Descalificată din competiție.

## Golgheter
23 goluri -  Hristo Stoichkov (CFKA Sredets Sofia)